# 10 Batalion Rozpoznawczy Strzelców Konnych

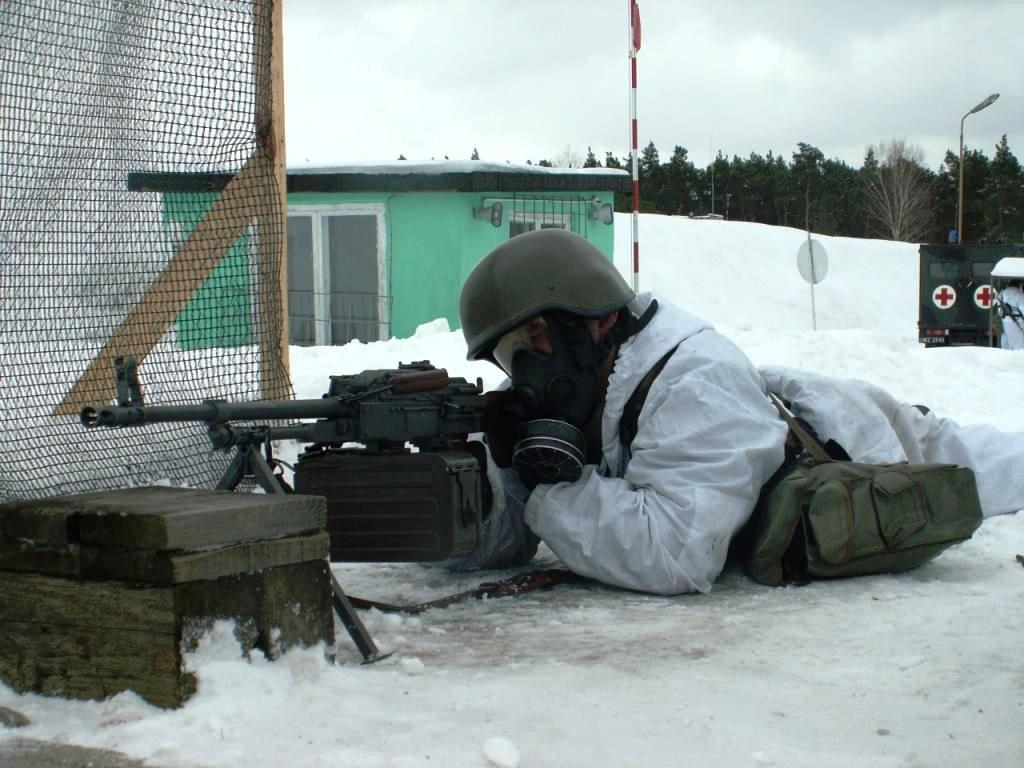
Ćwiczenia strzeleckie batalionu

10 Rozpoznawczy Batalion Strzelców Konnych (10 br) – pododdział rozpoznawczy Sił Zbrojnych Rzeczypospolitej Polskiej.

## Historia batalionu
Wchodził w skład  11 Dywizji Kawalerii Pancernej. Stacjonował w Żaganiu.
Na podstawie zarządzenia szefa Sztabu Generalnego WP Nr 055/Org. z 1 sierpnia 1994 i zarządzenia zastępcy dowódcy Śląskiego Okręgu Wojskowej – szefa sztabu Nr Pf 85/Org. z 5 września 1994 w sprawie reoganizacji batalionów rozpoznawczych 4, 5 oraz 11 DKPanc., w terminie do 31 marca 1995, 10 batalion rozpoznawczy Strzelców Konnych (etat wojenno-pokojowy Nr 30/329/0) został przeformowany na etat wojenno-pokojowy Nr 29/120/0. Przeformowany batalion zachował dotychczasowe podporządkowanie, numer jednostki wojskowej i poczty polowej (P-8816), identyfikator oraz miejsce postoju. Jednocześnie dowódca 11 DKPanc. przeprowadził stosowne zmiany w posiadanym „wyciągu z zestawienia zadań mobilizacyjnych PM-83” i „PM-95”.
Rozformowany z dniem 31 grudnia 2010 roku.

## Skład organizacyjny
dowództwo i sztab
- 1 kompania rozpoznawcza
- 2 kompania rozpoznawcza
- 3 kompania rozpoznawcza
- pluton dowodzenia
- pluton zaopatrzenia
- pluton remontowy
- pluton medyczny

## Dowódcy
- płk Piotr Malinowski